# 国务院处置非法集资部际联席会议
国务院处置非法集资部际联席会议是中华人民共和国国务院的议事协调机构。

## 历史
2007年1月8日，为充分发挥处置非法集资部际联席会议的作用，加强国务院各有关部门和省级人民政府的协调配合，对非法集资实施综合治理，加大打击力度，维护正常的经济金融秩序，经国务院同意建立处置非法集资部际联席会议。联席会议办公室设在中国银监会。
2022年4月19日，2022年处置非法集资部际联席会议以电视电话形式召开。联席会议召集人、人民银行党委书记、银保监会主席郭树清出席会议并讲话。

## 成员
- 召集人：刘明康　　银监会主席
- 成员：
  - 唐双宁　　银监会副主席
  - 李东生　　中央宣传部副部长
  - 朱之鑫　　发展改革委副主任
  - 孙永波　　公安部部长助理
  - 李玉赋　　监察部副部长
  - 李勇　　财政部副部长
  - 刘志峰　　建设部副部长
  - 危朝安　　农业部副部长
  - 黄海　　商务部部长助理
  - 刘士余　　人民银行副行长
  - 钟攸平　　工商总局副局长
  - 张建龙　　林业局副局长
  - 宋大涵　　法制办副主任
  - 王国庆　　新闻办副主任
  - 桂敏杰　　证监会副主席
  - 陈新权　　保监会纪委书记
  - 熊选国　　高法院副院长
  - 朱孝清　　高检院副检察长